# Kurtizány z 25. avenue
Kurtizány z 25. avenue je pražská alternativní rocková skupina založená v roce 1989. Zakládající členové jsou Simon (zpěv), Viking (bicí) a Tomáš Vartecký (kytara). Skupina vykrystalizovala z podhoubí strahovského klubu 007. V roce 1993 vyhráli soutěž začínajících kapel Marlboro Rock-In a skupiny si pak všimla nahrávací firma Monitor a dala jim šanci natočit dvě alba. První se jmenovalo UBIQUITY, druhé Strach. Další album, tentokráte vydané Indies, dostalo název 2000?. V následující pětileté pauze kapela mnohdy váhala nad svou další existencí. Dopadlo to ale tak, že v roce 2002 vychází povedená deska Medium. Při jejím nahrávání se skupinou spolupracoval Daniel Landa (v písni Alzheimer č. 505 v roli šíleného tankisty, který podává hlášení) a Robert Kodym ze skupiny Wanastowi Vjecy. Zatím poslední deska se jmenuje Chemie a singl Chci tvoji hlavu si vybrali členové národního ragbyového týmu České republiky jako svoji motivační hymnu a zároveň si v této skladbě i zazpívali.
Simon na OAMF Trutnov 2006 oznámil, že končí.
Roku 2009 kapela oznamuje "velký" návrat na českou scénu ve třech (Vartecký, Isthwan, Viking). Kapela hraje na letních festivalech a připravuje novou desku.
Na konci festivalové sezóny 2009 kapelu opouští dlouholetý člen, basák Isthwan a přicházejí dvě nové posily Janík a Kany.
V listopadu 2009 vychází dlouho očekávané album "Teorie Morfické rezonance" se singlem Ubiquity 5. Nové album kapela pokřtila v Akropoli 19. listopadu 2009.
25.4.2014 přichází kapela s novou sestavou.
V listopadu 2020 skupina vydává novou desku Honzíková cesta.

## Aktuální sestava
- Tomáš Vartecký – zpěv a kytara
- Václav Jura - kytara
- Jakub Sodomka - baskytara
- Rostislav Janda - bicí

## Bývalí členové (1989 - 2024)
- Dan Kurz – zpěv (2014-2024)
- Marek Macháček – bicí
- Jan Rupprich – bass kytara
- Bohouš "Viking" Krpálek - bicí
- Jan "Simon" Kůstka - zpěv (1989-2006)
- Jiří Bílý - baskytara
- Jiří Stivín - bicí
- Jiří "Isthwan" Tille - baskytara
- Kany Bartakovič - 2.kytara
- Kryštof Bartakovič  - 2.kytara

## Diskografie
- UBIQUITY, Monitor, 1993
- Strach, Monitor, 1995
- 2000?, Indies, 1997
- Medium, Sony Music, Bonton, 2002
- Chemie, Sony Music, Bonton, 2005
- Teorie Morfické rezonance, 2009
- Honzíkova Cesta, 2020